# La Communauté des sœurs
La Communauté des sœurs (titre original : Sisterhood of Dune) est un roman de science-fiction de Brian Herbert et Kevin J. Anderson paru en 2012 puis traduit en français et publié en 2013.
Il s'agit du premier tome d'une trilogie appelée Dune, les origines qui précède la saga initiale de Dune mais qui suit la trilogie Dune, la genèse.

## Résumé
En 5 AG,, quatre-vingt trois ans après la fin de la bataille de Corrin qui a mis fin au règne et à l'existence des Machines pensantes qui ont menacé de détruire le genre humain, différents organisations existent dans l'Empire : la communauté des sœurs, ancêtre du Bene Gesserit, les Mentats, les Maîtres d'escrime de Ginaz, l'École Suk, le mouvement butlérien et la Ligue du Landsraad. Salvador Corrino, petit-fils du premier Empereur Faykan Butler Corrino, est le troisième des Empereurs Padishah. Il est aidé dans l'exercice du pouvoir par son frère Roderick. Ce pouvoir est contrecarré par la puissance de plus en plus grande du mouvement butlérien anti-technologique dirigé par le démagogue Manford Torondo. Dix-sept ans plus tôt, ce dernier a perdu ses deux jambes ainsi que ses hanches lors de l'attentat durant lequel Rayna Butler a été mortellement blessée. Peu avant sa mort, la fondatrice du culte de Serena Butler a transmis à Manford Torondo la mission de poursuivre son œuvre contre les Machines pensantes et ce dernier a ensuite entrepris de détruire toutes les formes de technologies qu'il estime être dangereuses, exploitant la paranoïa religieuse dans le but de purifier l'humanité de sa dépendance aux technologies.
En opposition au mouvement butlérien, l'homme d'affaires peu scrupuleux Josef Venport, petit-fils d'Adrien Venport, détient un quasi-monopole sur les voyages spatiaux avec son entreprise, la Holding Venport. Basé sur la planète Kolhar, il est conseillé par sa femme Cioba, une sorcière de Rossak, et par son arrière-grand-mère Norma Cenva, première Navigatrice transformée par l'épice et capable ainsi de plisser l'espace afin de choisir la bonne route à travers les subtilités de l'hyperespace. Josef est à la recherche d'anciens vaisseaux de l'armée des Machines pensantes afin d'agrandir sa flotte. Il finance également en secret un groupe de chercheurs scientifiques, initialement afin de préserver l'essentiel des acquis scientifiques puis afin de récupérer et d'adapter la vieille technologie cymek dans le but d'affronter avec succès les millions de fidèles de Manford Torondo.
Sur la planète Lankiveil, les petits-enfants d'Abulurd Harkonnen mènent une vie paisible, s'en satisfaisant pleinement. Mais la génération suivante ne partage pas cette avis : Griffon et Valya, de la même fratrie, vouent une haine sourde à l'encontre de Vorian Atréides, responsable selon eux de la chute de la famille Harkonnen. Alors que Valya est devenue membre de la communauté des sœurs sur la planète Rossak, Griffon est resté sur Lankiveil pour tenter de faire recouvrer à sa famille la place qu'ils estiment lui être due.
Sur la planète Rossak, Raquella Berto-Anirul, petite-fille de Vorian Atréides, dirige une communauté de sœurs, initialement composée des sorcières de Rossak, qui cherche à améliorer l'humanité en utilisant la génétique au travers d'un index de reproduction comprennant une immense quantité de données familiales de tout l'Empire. Des ordinateurs sont utilisés pour gérer cette gigantesque quantité de données mais cette information n'est uniquement connue que de quelques sœurs, dont Valya Harkonnen, car si les partisans de Manford Torondo l'apprenait, l'ordre serait amené à disparaître. La princesse Anna Corrino, sœur de l'Empereur Salvador et de son frère Roderick, est envoyée sur Rossak par ses frères afin d'oublier une relation amoureuse et d'acquérir de la maturité.
Vorian Atréides, qui s'est exilé sur la planète Kepler après la fin de la bataille de Corrin, quitte pour la première fois cette planète quand une partie de sa famille ainsi que nombre de ses connaissances sont capturés par des esclavagistes qui les ramènent sur leur planète Poritrin. Il parvient à tous les racheter à leurs ravisseurs et il se rend ensuite sur Salusa Secundus, la planète capitale de l'Empire, afin d'exiger de l'Empereur une protection pour Kepler. L'Empereur accepte mais exige en contrepartie l'exil de Vorian Atréides sur une nouvelle planète. L'ancien héros de guerre choisit Arrakis.
Quand Valya et Griffon Harkonnen apprennent la venue de Vorian Atréides sur Salusa Secundus, ils décident d'un commun accord que Griffon doit tenter de le tuer afin de venger leur arrière-grand-père.
Hyla et Andros, des enfants d'Agamemnon ayant reçu des traitements augmentant leur longévité ainsi que leur force physique, sont réveillés de plus de cent années de biostase par des Butlériens à la recherche d'anciennes bases spatiales des Machines pensantes. Après avoir facilement exterminé les êtres humains qui les ont réveillés, ils décident de retrouver Vorian Atréides afin d'essayer de le ramener du côté des Machines pensantes. Ils se rendent pour cela sur Kepler puis sur Arrakis, tout comme Griffon Harkonnen. Après une longue poursuite ayant entraîné la mort de Griffon ainsi que celles de nombreux descendants de l'ancienne faction traditionaliste dirigée par Ishmaël, Vorian Atréides parvient à tuer son frère et sa sœur en utilisant un ver des sables.
Sur Rossak, sœur Dorotea, proche des idées du mouvement butlérien, vole deux pilules d'une drogue dérivée de celle ayant donné à Raquella ses pouvoirs de Révérende Mère et encourage Valya à la prendre à ses côtés. Valya, par peur de ne pas survivre à cette prise, fait semblant de l'avaler. Dorotea parvient à survivre et devient la deuxième Révérende Mère de l'ordre et accède ainsi aux souvenirs de toutes les sœurs. Elle découvre alors l'existence des ordinateurs ainsi que le fait que Raquella soit sa grand-mère. Dorotea donne ensuite des pilules à certaines sœurs qui partagent ses opinions et quelques-unes survivent, parmi lesquelles Anna Corrino, qui échoue néanmoins à devenir une Révérende Mère et entre dans un état de transe qu'elle ne quitte plus. Par l'intermédiaire d'Ori Zhoma, nouvelle directrice de l'école de médecine Suk et ancienne sœur de Rossak, Raquella tente d'empêcher toute descendance pour Salvador Corrino, dont elle craint qu'il ne soit l'ancêtre d'un tyran potentiellement désastreux pour l'Empire.
Soeur Dorotea se rend sur Salusa Secundus pour ramener la princesse Anna. À son arrivée, elle informe l'Empereur Salvador Corrino de l'existence des ordinateurs de la communauté des sœurs ainsi que du complot contre sa descendance. L'Empereur décide de partir avec une armée sur Rossak pour enquêter sur les ordinateurs. Entretemps, Raquella, Valya et les autres sœurs au courant de l'utilisation des ordinateurs les déplacent dans une cache située au fond d'une forêt. Une fois sur place, les soldats impériaux ne trouvent rien. L'Empereur dissout néanmoins la communauté par décret impérial puis fait assassiner Ori Zhoma. La princesse Anna est envoyée sur Lampadas afin que Gilbertus Albans, le dirigeant de l'école Mentat, tente de la guérir. Valya Harkonen retourne sur Lankiveil et, une fois chez elle, avale finalement la pilule donnée par Dorotea, devenant ainsi une nouvelle Révérende Mère. Peu de temps après, Josef Venport propose à Raquelle, Valya et vingt-sept autres sœurs un asile sur Wallach IX tandis que la Révérende Mère Dorotea fonde une confrérie orthodoxe approuvée par l'Empereur sur Salusa Secundus.

## Éditions
- Sisterhood of Dune, Tor Books, 3 janvier 2012, 496 p.  (ISBN 978-0-7653-2273-9)
- La Communauté des sœurs, Robert Laffont, coll. « Ailleurs et Demain », 23 mai 2013, trad. Patrick Dusoulier, 606 p.  (ISBN 978-2-221-11387-5)
- La Communauté des sœurs, Pocket, coll. « Science-fiction » no 7194, 12 mai 2016, trad. Patrick Dusoulier, 864 p.  (ISBN 978-2-266-25239-3)

## Adaptation télévisée
Dune: Prophecy est une série télévisée américaine produite par le studio Legendary TV pour HBO Max, la plate-forme de streaming de WarnerMedia,.